# 北塔萊滕峰
46°58′19″N 12°44′31″E / 46.97196°N 12.74192°E
北塔萊滕峰（德語：Nördliche Talleitenspitze），是奧地利的山峰，位於該國西部，處於蒂羅爾州和克恩頓州接壤的邊界，屬於舍貝爾山脈的一部分，距離羅特山0.4公里，海拔高度3,115米，人類首次在1900年9月19日首次登頂。